# 몽골-중국 관계
몽골-중국 관계에서는 몽골과 중국 간의 과거 및 현재의 관계에 대해서 다룬다. 역사적으로 몽골과 중국은 수많은 전쟁을 치렀다. 중국의 만리장성은 몽골과 중앙아시아로부터 침입하는 무리들을 물리치기 위하여 건설되었다. 1211년 칭기즈 칸의 정복을 시작으로, 1271년 원나라를 건설하고, 쿠빌라이 칸 치세의 몽골은 1279년 중국 전역을 성공적으로 정복하였다. 이후 몽골 초원은 홍타이지(재위 1626년 ~ 1643년) 이후 청나라의 지배를 받으며 조공을 올리고 자치권을 인정받았다. 그러나 청나라는 강희제와 건륭제 대에 몽골을 공략하여 완전히 복속시켰고, 이를 외몽골이라 칭하였다. 1911년에 중국에서 신해혁명이 일어나자, 외몽골은 중국의 지배에서 벗어날 기회를 잡고 그 해 12월에 혁명(제1차 혁명)을 일으켜 자치를 인정받았다. 러시아에서 10월 혁명이 일어나자 1920년에 중국이 외몽골의 자치를 철폐시켰으나, 그 해에 反중국·민족해방을 목표로 몽골 인민혁명당이 결성되었다. 1921년에 담딘 수흐바타르가 혁명군을 조직하여 제2차 혁명을 일으켜 독립하였다. 몽골은 중화인민공화국의 9번째 수교국이나, 중소 국경 분쟁 때문에 난리를 겪기도 했다. 특히 몽골은 구 소련의 위성국가라고 할 만큼 소비에트연방(소련)과 상당한 친교 관계를 유지했으며, 소련과 중화인민공화국 사이의 국경 분쟁에서 구 소련의 편에 서기도 하였다. 따라서 몽골과 중화인민공화국 간의 양자 관계는 오랫동안 중-소(소련은 1990년까지 몽골의 또다른 이웃국가이자 주요 동맹이었다.) 관계에 의해 지배되어 왔다. 1980년대 말 소련과 중국 간의 화해로, 중국-몽골의 관계 또한 개선되기 시작하였다. 1990년대 이래, 중국은 몽골의 최대 교역국이 되었고 수많은 중국 회사들이 몽골 내에서 운영되고 있다. 한편, 내몽골 자치구는 중화인민공화국의 영토이므로 문제점이 많다. (→몽골)

## 17~18세기: 청나라의 중가르 복속
이미 1675년(강희 14년) 차하르 부족이 당시 삼번의 난으로 청나라에 생긴 혼란을 틈타 중원으로 쳐들어왔다. 이에 노한 강희제(재위 1661년 ~ 1722년)는 몽골을 내몽골과 외몽골로 나누어서 부족 간의 규합을 막으려 하였다. 몽골이 청나라에 복속된 지 수십 년이 지나고, 몽골의 여러 부족 중 일부는 절대 복종하고 일부는 표면적으로나마 청나라에 충성을 바쳤다. 그러나 그중 몽골의 한 부족인 오이라트 부족에 뿌리를 둔 초로스 칸가 출신의 중가르 부족의 칸인 가르단이 세력을 모아 몽골과 티베트를 통일하여 라마 제국을 건설할 포부를 품고 청나라에 대항할 조짐을 보였다. 이미 가르단은 1677년(강희 16년) 오이라트 부족을 통합하고 1682년(강희 21년)에는 타림 분지까지 점령하였다. 그런 다음 이들은 동투르키스탄을 점령하였고 이제 청나라가 다스리는 중원을 노렸다. 중가르는 자신들이 군사를 일으킨 명분으로 옛 원나라의 대칸은 만주인이 아닌 몽골인으로 옹립해야 한다고 주장하였다. 중가르는 청나라를 견제한 러시아와 티베트에 원조를 받기도 하였는데 심지어 티베트의 달라이 라마는 가르단에게 보슈그투 칸, 즉 대칸의 직함을 내렸다. 또한 1688년(강희 27년), 중가르는 몽골 초원의 다른 부족인 할하 부족의 땅을 점령하고 거의 모든 부족민을 죽였다. 살아남은 할하족은 고비 사막을 넘어 강희제에게 군사적 원조를 요청하였다. 중가르의 군사들이 청나라의 영토를 침략하자, 1690년(강희 29년) 7월, 강희제는 자신의 이복형이자 순치제의 차남 유친왕 복전(裕親王 福全)과 이복동생이며 순치제의 5남 공친왕 상녕(恭親王 常寧) 등을 대동하고 친히 팔기군을 이끌고 몽골로 원정길에 올랐다. 이것은 명나라의 영락제 이후 황제가 최초로 친히 고비 사막을 넘어 몽골 원정을 감행한 원정이며 중국 역사상 황제가 군사를 이끌고 나간 마지막 친정이었다. 이 원정에서 강희제는 할하족의 공식적인 합병 서약과 충성 서약을 받았다. 강희제는 몽골의 복속에 매우 만족하여 "옛날의 진은 돌과 흙으로 만리장성을 쌓았지만 짐은 객이객에게 은혜를 배풀어 그보다 더 견고한 성을 쌓았다"고 말했다. 뒤이어 청군은 중가르군과 내몽골에서 맞붙었으나 전염병과 계속되는 패배로 사령관이었던 이복 형제들에게 책임을 묻고 군사를 물려 북경으로 환도하였다. 강희제 자신도 전염병에 걸려서 한동안 고생하였다. 그러나 1696년(강희 35년)에 강희제는 8만의 팔기군 군사를 이끌고 몽골로 진입, 차오모도 전투에서 준가르군과 싸워 대승하였다. 패한 가르단은 이듬해인 1697년(강희 36년)에 알타이산맥 기슭에서 음독자살하였다.
강희제 치세 후기인 1712년(강희 51년), 강희제는 준가르 부족을 견제하기 위해 남러시아에서 살던 투르쿠트 족에 사절을 보냈다. 이러한 강희제의 강한 견제에도 준가르 부족은 여전히 기회를 노리고 있었으며, 1717년(강희 56년)에 준가르 부족의 신임 칸이자 가르단의 조카 체왕 아랍단은 6천 명의 적은 군사를 이끌고 과거 동맹이었던 티베트를 점령하였다. 준가르군은 수장 달라이 라마라 칭하던 티베트의 왕 랍장을 폐위시킨 뒤 살해하였고 1718년(강희 57년)에 청군을 격파하였다.
준가르군은 여전히 그 세력이 막강하였으나 1720년(강희 59년)에 강희제가 보낸 팔기군의 대대적인 원정에 준가르군은 결국 패퇴하였고 티베트에 원정 온 체왕 아랍단은 몽골로 돌아가 은둔하였다. 그 이듬해인 1721년(강희 60년)에 청군은 켈장 갸초를 모시고 와서 제7대 달라이 라마로 만들고 티베트를 청나라의 영토에 정식 편입시켜 티베트는 안정되었다. 하지만, 준가르 세력은 청군의 티베트 원정 이후 결정타를 맞았으나 완전히 멸하지는 않았다. 1727년(옹정 5년), 옹정제는 자신의 심복이자 과거 사천 순무로 그 곳 사정을 잘 알던 연갱요를 무원대장군으로 삼고 23만의 군사를 보내 티베트군과 싸우게 하였다. 얼마 안 가 연갱요는 티베트와 싸워 대승을 하였고 티베트군은 다시 높은 티베트 고원 지대로 숨었다. 그리고, 옹정제는 소수의 군사를 보내 준가르군과 싸우게 하였으나 도리어 청군이 전멸당하고 북몽골 고원을 일시적으로 점령당하였다. 하지만 할하 부족의 군사들이 준가르군을 물리쳐 땅을 수복하였다.
이 승리가 계기가 되어 훗날 옹정제의 아들 건륭제는 군사를 보내어 중가르와 위구르를 모두 평정하였다. 즉, 1755년(건륭 20년), 1757년(건륭 22년) 두번에 걸쳐 강희제 이후 세력이 미미해졌으나 여전히 몽골 고원을 호령하던 중가르를 완전히 복속시켜 자신의 권위와 청나라의 국위를 선양하였다. 이때 당시 청나라의 군사 상당수는 개국 때 혁혁한 공을 세운 팔기군이 아닌 강희제 때 신설된 한족 출신의 군대 녹영(綠營)의 군사들로서 남송의 명장 악비의 후손인 사천총독 악종기(岳鍾琪)와 만주족 출신의 장수 아계(阿桂)가 주지휘관으로 활약하였다. 준가르 원정으로 청나라는 외몽골을 얻었고, 이 기세를 몰아 위구르족을 공격해서 그들을 복속시켰다. 이로써 몽골과 위구르는 청군에게 항복하여 그 세력이 완전히 와해되었고 청나라는 중국 역사상 가장 넓은 영토를 차지했다. 건륭제는 새로 얻은 영토를 새롭게 번성하라는 뜻의 신강(新疆)으로 명명하였다.

## 같이 보기
- 중몽 국경
- 보스토크 2018
- 중국 인민 항일 전쟁 및 세계 반파시즘 전쟁 승리 70주년 기념 대회